# Stenygra
Stenygra is een kevergeslacht uit de familie van de boktorren (Cerambycidae). De wetenschappelijke naam van het geslacht werd voor het eerst geldig gepubliceerd in 1834 door Audinet-Serville.

## Soorten
Stenygra omvat de volgende soorten:
- Stenygra angustata (Olivier, 1790)
- Stenygra apicalis Gounelle, 1911
- Stenygra brevispinea Delfino, 1985
- Stenygra conspicua (Perty, 1832)
- Stenygra contracta Pascoe, 1862
- Stenygra cosmocera White, 1855
- Stenygra euryarthron Delfino, 1985
- Stenygra globicollis Kirsch, 1889
- Stenygra histrio Audinet-Serville, 1834
- Stenygra holmgreni Aurivillius, 1909
- Stenygra seabrai Delfino, 1985
- Stenygra setigera (Germar, 1824)